# Distrito de Santiago de Anchucaya

Provincia de Huarochirí en el Departamento de Lima, Perú

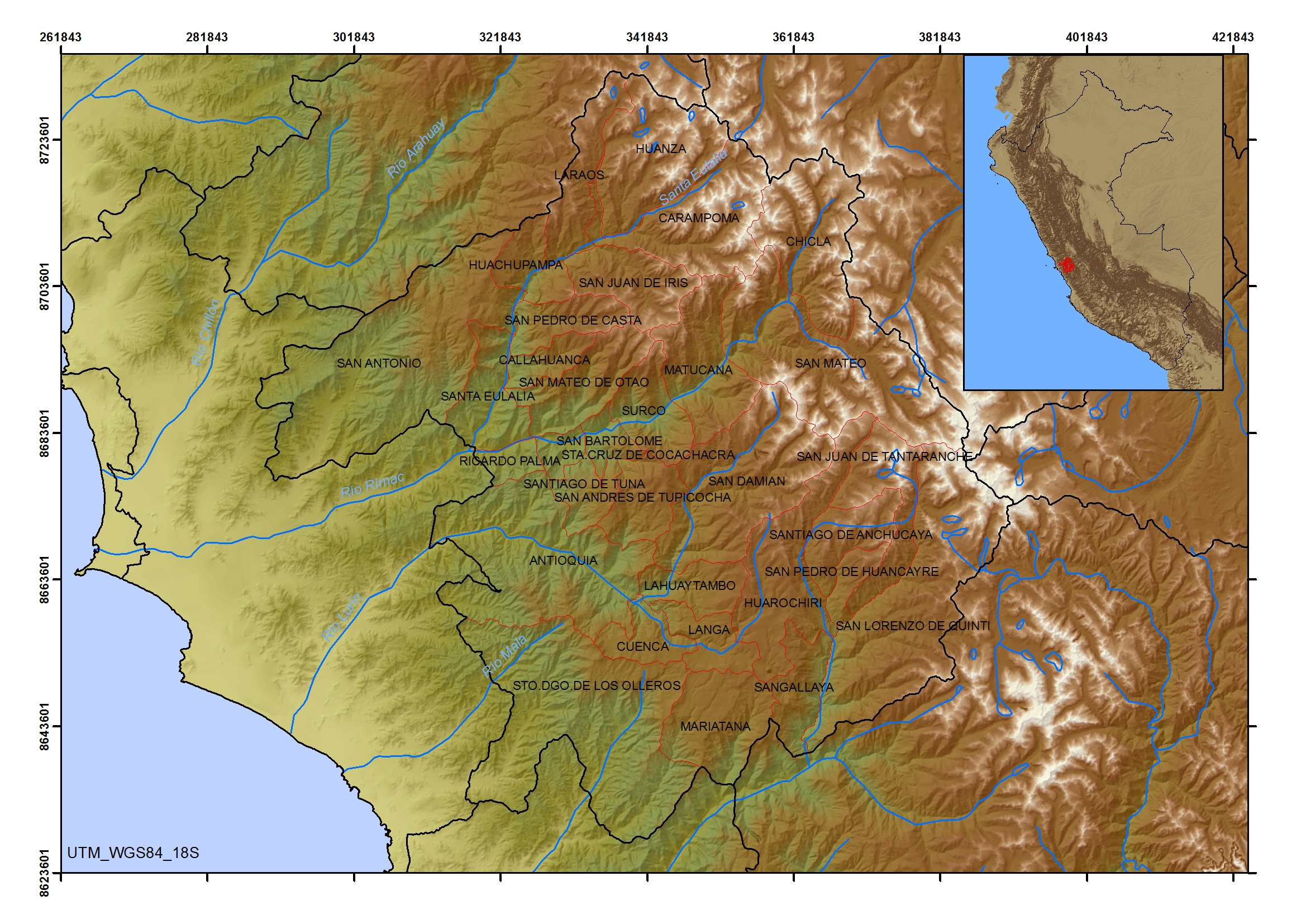
Distritos de la Provincia de Huarochirí

El Distrito de Santiago de Anchucaya es uno de los treinta y dos distritos de la Provincia de Huarochirí, ubicada en el Departamento de Lima, bajo la administración del Gobierno Regional de Lima-Provincias.
Dentro de la división eclesiástica de la Iglesia Católica del Perú, pertenece a la Prelatura de Yauyos

## Historia
El distrito fue creado mediante Ley N° 14048 del 17 de marzo de 1962, en el segundo gobierno del Presidente Manuel Prado Ugarteche.

## Geografía
Abarca una superficie de 94,01 km² 

## Autoridades

### Municipales
- 2019 - 2022[3]
  - Alcalde: Wilmer Santiago Saavedra Robles, del Partido Aprista Peruano.
  - Regidores:

  1. Isaac Miguel Macavilca Pampavilca (Partido Aprista Peruano)
  2. Reylinda Leonila Alan Granados (Partido Aprista Peruano)
  3. Adolfo Everth Suazo Huamanyauri (Partido Aprista Peruano)
  4. Sonia Baneza Casas Huamanyauri (Partido Aprista Peruano)
  5. Evernon Atilio Huamanyauri Hilario (Alianza para el Progreso)

Alcaldes anteriores
- 2015 - 2018:[4] Lucio Saavedra Suazo, Movimiento Concertación para el Desarrollo Regional (CDR).
- 2011 - 2014:[5] Wilmer Santiago Saavedra Robles, Partido Aprista Peruano (PAP).
- 2007 - 2010: Nilton Mayer Saavedra Palomo, Partido Aprista Peruano.
- 2003 - 2006: Isaac Hugo Pomajulca Chinchihualpa, Partido Acción Popular.
- 1999 - 2002: Edson Marcelo Romero Pampavilca, Movimiento independiente Integración Huarochirana.
- 1996 - 1998: Manuel Ysabel Huamanyaure Chumbipuma, Lista independiente N° 5 Reconstrucción Huarochirana.
- 1993 - 1995: Alberto Torres Suazo, Partido Acción Popular.
- 1991 - 1992: Florencio Granado Navarro, Partido Acción Popular.
- 1987 - 1989: Demetrio Alan Pomajulca, Frente electoral Izquierda Unida.
- 1984 - 1986: Rubén Saavedra Pomajulca, Partido Aprista Peruano.
- 1981 - 1983: Rubén Saavedra Pomajulca,  Partido Aprista Peruano.

### Policiales
- Comisaría de Santiago de Anchucaya
  - Comisario: Mayor PNP.

## Educación

### Instituciones educativas
- I.E.

## Festividades
- Julio: Santiago